# 桓叔
桓叔（かんしゅく、紀元前802年 - 紀元前731年）は、中国春秋時代の晋の分家の曲沃の初代当主（在位：紀元前745年 - 紀元前731年）。姓は姫、諱は成師、諡は桓。穆侯の三男。

## 生涯

### 名前の予言
紀元前802年に穆侯の三男として誕生した桓叔は、同年に穆侯が千畝に戦勝した記念の意味合いを込めて、成師と名づけられた。この命名について、「弟は軍事において成功し、かつ兄の仇（後の文侯）との対極の名で、いずれは弟の家が兄の家を凌ぐだろう」と予言する者があった。そのため、成師は兄の文侯から常に警戒され、その在位中に一切の地位も食邑も与えられなかった。しかし、成師もその予言を知っており、兄の文侯を刺激しないよう常に控えめな態度を取り続けた。彼のその恭謙な態度や才能に魅かれる大夫や国民も多く、成師は着実にその支持を集めていた。

### 曲沃就封
そして紀元前746年に文侯が没し、息子の昭侯が即位すると、晋の大夫達は昭侯を動かし、翌紀元前745年、成師は晋の首都翼よりも大きい食邑の曲沃を下賜され、彼が曲沃へ移ると同時に、彼を慕う多くの大夫や国民達も曲沃へ移住した。
その後成師は、翼宗家より送り込まれた公族の欒賓（靖侯の孫、欒枝の祖父、欒書の先祖）を曲沃の正卿や孫の称（後の武公）の傅に任じるという大胆な人事を行い、その声望を更に高めていった。

### 挫折
そして紀元前739年、翼宗家の昭侯が、大夫の潘父に暗殺される事件が勃発し、潘父は成師に対し翼宗家を継ぐよう要請する。それを受けて成師は翼へと進軍するが、翼宗家は潘父を処刑して孝侯を立てた為、成師は曲沃へと退却した。
紀元前731年、失意に沈んだ成師は、晋再統一の夢を息子の鱓（荘伯）、孫の称（武公）に託して逝去した。享年72。
死後、「桓」を諡され、桓叔と呼ばれる。